# Wadži
Wadži, též známý jako Džet, dle Manehta Uenefés byl egyptským faraonem 1. dynastie. Vládl přibližně v letech 2952/2902–2939/2889 př. n. l.

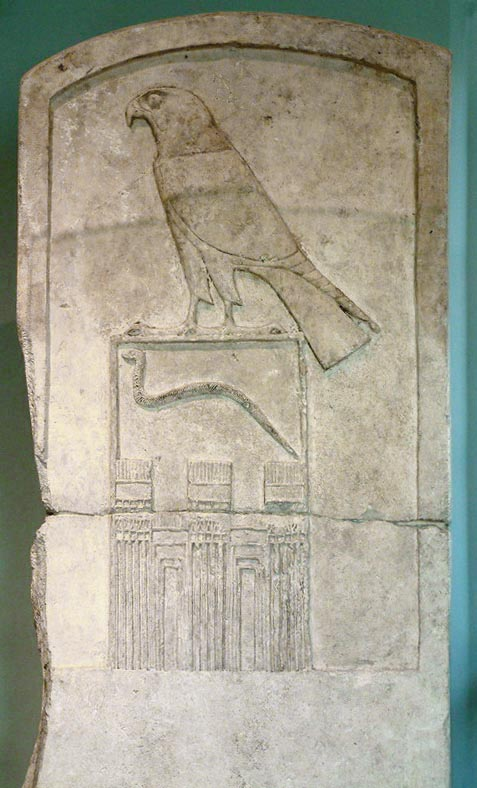
Horovo jméno krále Wadžiho

Wadžiho existenci dokazuje řada jeho nápisů, některé se dokonce našly i v Arabské poušti na východ od Kábu. S velkou pravděpodobností se dostal až k Rudému moři, možná až na Sinajský poloostrov, posléze se zmocnil tamních měděných a tyrkysových dolů. O jeho vládě se nám zachovaly zprávy že „Egypt postihl velký hlad“ a že „postavil pyramidu u Kokómy“. Tato zpráva však není příliš věrohodná, výzkumy totiž ukázaly, že první pyramidou postavenou v Egyptě je stupňovitá pyramida krále Džosera ze 3. dynastie.
Podobně jako všichni panovníci 1. dynastie si Wadži nechal postavit dvě hrobky. V Abydu se nachází hrobka symbolická. V jejím okolí se našlo 338 hrobů určených pro královo služebnictvo. Jeho skutečná hrobka se nachází u Sakkáry. Tato hrobka byla postavena z nepálených cihel, měla rozměry 56,5×25,5 metru. V povrchové části se nacházelo čtyřicet pět místností, jež měly strop z dřevěných trámů, tyto trámy byly intarzovány zlatem. Podobným způsobem byla vybudována také pohřební komora v podzemní části hrobky. V jejím okolí se našlo „pouze“ 68 dalších hrobů pro královy sloužící.